# Иван Солертински
Ива̀н Ива̀нович Солетѝнски (на руски: Ива́н Ива́нович Соллерти́нский) е руски музиковед и музикален критик.
Роден е на 3 декември (20 ноември стар стил) 1902 година във Витебск в семейството на съдия. През 1923 година завършва история на театъра в Института по история на изкуството, а през 1924 година и филология в Петроградския университет. През следващите години се налага като един от водещите руски музикални критици, работи като художествен директор на Ленинградската филхармония, преподава в Ленинградската консерватория.
По време на Ленинградската блокада е евакуиран с филхармонията в Новосибирск, където умира от инфаркт на 11 февруари 1944 година.